# El Barrido
El Barrido är en ort i Mexiko.   Den ligger i kommunen Ixmiquilpan och delstaten Hidalgo, i den sydöstra delen av landet, 110 km norr om huvudstaden Mexico City. El Barrido ligger 1 774 meter över havet och antalet invånare är 1 145.
Terrängen runt El Barrido är kuperad söderut, men norrut är den platt. Runt El Barrido är det ganska tätbefolkat, med 96 invånare per kvadratkilometer. Närmaste större samhälle är Ixmiquilpan, 4,1 km nordväst om El Barrido. Trakten runt El Barrido består till största delen av jordbruksmark.